# Fudbalski Klub Pobeda Prilep
Il Fudbalski Klub Pobeda Prilep (in lingua macedone фудбалски клуб Победа Прилеп), noto come Pobeda Prilep o semplicemente Pobeda, è una società calcistica macedone con sede nella città di Prilep. 
Fondato nel 1941 con il nome Goce Delčev e rinominato Pobeda nel 1950, la squadra ha vinto 2 campionati macedoni e una Coppa di Macedonia, oltre a 8 campionati della Repubblica Socialista di Macedonia e a 8 Coppe della Repubblica Socialista di Macedonia.

## Storia
Il club fu fondato nel 1941 con il nome di Fudbalski Klub Goce Delčev e rinominato Fudbalski Klub Pobeda nel 1950. 
Negli anni '50 la squadra visse un primo periodo di gloria, vincendo la Coppa della Repubblica Socialista di Macedonia nel 1951 e il campionato della Repubblica Socialista di Macedonia nel 1952 e nel 1954, per poi bissare il successo nella coppa macedone nel 1958 e fare il tris in campionato con il successo del 1959. Anche gli anni '60 furono caratterizzati da successi: nel 1960 e nel 1961 arrivarono altri due successi nella coppa macedone e nel 1962 e nel 1963 due altri titoli macedoni, prima di un'altra coppa macedone vinta nel 1964.
Tra la fine degli anni '60 e gli inizi degli anni '70, malgrado le buone prestazioni in campionato e in coppa, non ci furono successi. Nel 1977 il digiuno di trofei, che durava da tredici anni, fu interrotto con la vittoria della coppa macedone. Due anni dopo il Pobeda tornò al successo nel campionato della Repubblica Socialista di Macedonia, il primo dopo sedici anni. 
Negli anni '80 la squadra vinse un nuovo titolo macedone e una coppa macedone, rispettivamente nel 1986 e nel 1987. Furono gli ultimi allori del periodo jugoslavo.
Dopo la nascita della Repubblica di Macedonia, negli anni '90 la squadra non riscosse alcun successo. Si dovette attendere gli anni 2000 per rivedere il club ai vertici del calcio nazionale: nel 2002 fu vinta la Coppa di Macedonia, la prima dell'epoca post-indipendenza del paese, e nel 2004 fu vinto il campionato macedone, il primo della nuova era dello stato indipendente. Nel 2007 fu replicato il successo in campionato.
Poiché ritenuto colpevole di combine in relazione alla partita di UEFA Champions League 2004-2005 contro gli armeni del Pyunik Erevan, il 27 marzo 2009 il club fu condannato dalla UEFA ad una pesante squalifica, pari all'esclusione per otto anni dalle competizioni europee.. 
Nel 2010 è nato un club calcistico che ha poi cambiato nome in Pobeda AD Prilep, squadra che la federazione calcistica della Macedonia del Nord non ritiene erede della ben più nota società denominata FK Pobeda Prilep.

## Palmarès

### Competizioni nazionali
- Campionato macedone: 2

2003-2004, 2006-2007
- Campionato della Repubblica Socialista di Macedonia: 8

1952, 1954, 1959, 1962, 1963, 1979, 1981, 1986
- Coppa della Repubblica Socialista di Macedonia:  : 8

1951, 1958, 1960, 1961, 1963, 1964, 1977, 1987
- Coppa di Macedonia: 1

2001-2002
- Vtora Liga: 2

2015-2016, 2021-2022
- Treta makedonska fudbalska liga: 2

2010-2011, 2014-2015

### Altri piazzamenti
- 2. Savezna liga:

Terzo posto: 1965-1966 (girone est), 1970-1971 (girone est)
- Campionato macedone:

Secondo posto: 1996-1997, 1999-2000
Terzo posto: 1998-1999, 2000-2001, 2002-2003, 2004-2005
- Coppa di Macedonia:

Finalista: 1999-2000, 2006-2007
Semifinalista: 1998-1999, 2003-2004, 2018-2019

## Partecipazioni alle coppe europee
| Stagione | Torneo                | Turno                | Nazione               | Club                  | Andata | Ritorno   | Totale |
| -------- | --------------------- | -------------------- | --------------------- | --------------------- | ------ | --------- | ------ |
| 1997-98  | Coppa UEFA            | 1° preliminare       | Polonia (bandiera)    | Odra Wodzisław        | 0-3    | 2-1       | 2-4    |
| 1999     | Coppa Intertoto       | 1º turno             | Slovacchia (bandiera) | OD Trencin            | 3-1    | 1-3 (dts) | 4-4    |
| 1999     | Coppa Intertoto       | 2º turno             | Italia (bandiera)     | Perugia               | 0-1    | 0-0       | 0-1    |
| 2000-01  | Coppa UEFA            | Preliminare          | Romania (bandiera)    | Universitatea Craiova | 1-1    | 1-0       | 2-1    |
| 2000-01  | Coppa UEFA            | 1º turno             | Italia (bandiera)     | AC Parma              | 0-2    | 0-4       | 0-6    |
| 2001     | Coppa Intertoto       | 1º turno             | Croazia (bandiera)    | NK Zagabria           | 2-1    | 1-1       | 3-2    |
| 2001     | Coppa Intertoto       | 2º turno             | Turchia (bandiera)    | Çaykur Rizespor       | 2-1    | 2-0       | 4-1    |
| 2001     | Coppa Intertoto       | 3º turno             | Rep. Ceca (bandiera)  | Chmel Blšany          | 0-0    | 0-1       | 0-1    |
| 2002-03  | Coppa UEFA            | Turno qualificazione | Danimarca (bandiera)  | Midtjylland           | 2-0    | 0-3 (dts) | 2-3    |
| 2003     | Coppa Intertoto       | 1º turno             | Slovacchia (bandiera) | FC Spartak Trnava     | 5-1    | 2-1       | 7-2    |
| 2003     | Coppa Intertoto       | 2º turno             | Austria (bandiera)    | SV Pasching           | 1-1    | 1-2       | 2-3    |
| 2004-05  | UEFA Champions League | 1° preliminare       | Armenia (bandiera)    | FC Pyunik             | 1-3    | 1-1       | 2-4    |
| 2005     | Coppa Intertoto       | 1º turno             | Serbia (bandiera)     | FK Smederevo          | 1-0    | 2-1       | 3-1    |
| 2005     | Coppa Intertoto       | 2º turno             | Germania (bandiera)   | Amburgo               | 1-4    | 1-4       | 2-8    |
| 2006     | Coppa Intertoto       | 1º turno             | Romania (bandiera)    | Farul Constanța       | 2-2    | 0-2       | 2-4    |
| 2007-08  | UEFA Champions League | 1° preliminare       | Estonia (bandiera)    | FC Levadia Tallinn    | 0-1    | 0-0       | 0-1    |